# Dorfkirche Vockerode

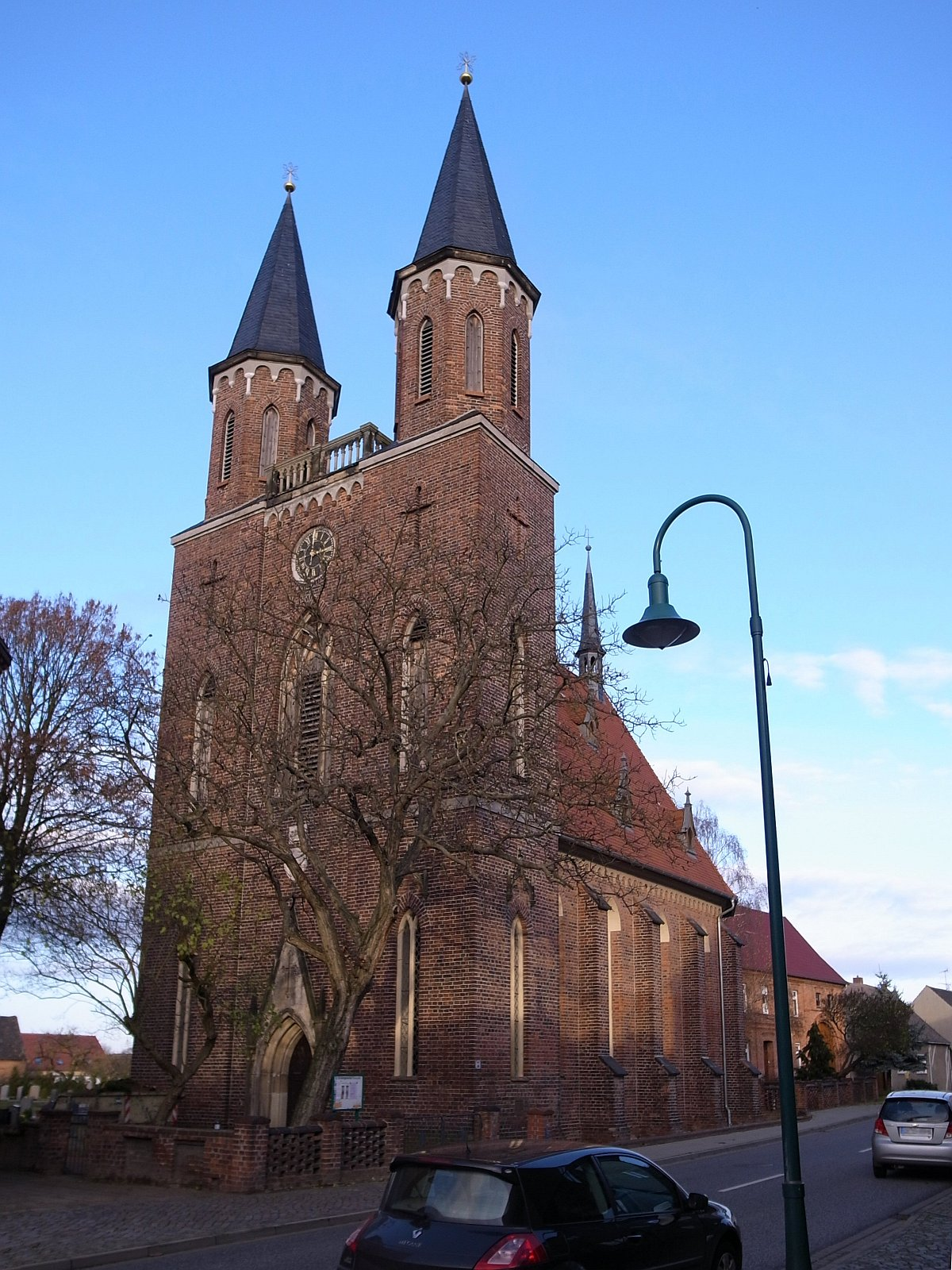
Kirche Vockerode

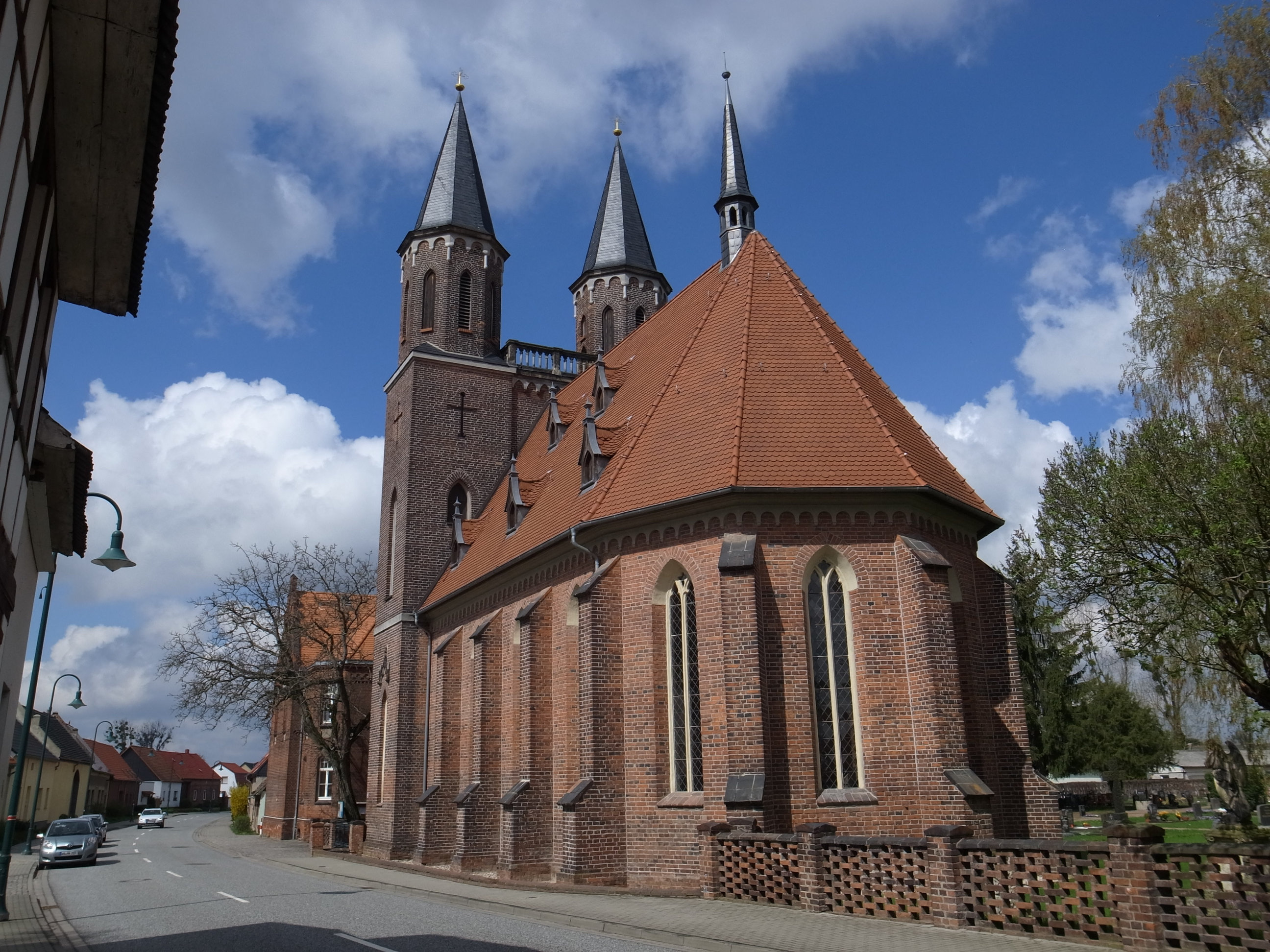

Die Dorfkirche Vockerode ist das evangelische Gotteshaus von Vockerode (Sachsen-Anhalt).

## Geschichte
Die in der Zeit von 1810 bis 1812 erbaute Kirche zählt zu den schönsten neugotischen Schöpfungen unter Fürst Franz. Die wechselvolle Kirchengeschichte der Gemeinde Vockerode begann bereits 1540 mit der Erwähnung einer ersten Kapelle auf dem Kirchberg. Im Dezember 1809 erfolgte die Aufnahme des Neubaus der Kirche im neugotischen Stil und bereits im September 1810 wurde Richtfest gefeiert. Die Einweihung des noch heute in seiner Form erhaltenen Gotteshauses fand am 27. September 1812 statt und bis zum Jahr 1817 wurde der Innenraum der Kirche mit neugotischem Zierschmuck ausgestaltet.
Aus Anlass der 100-Jahr-Feier der Kirchweihe erhielt die Kirche eine neue Orgel der Dessauer Orgelbaufirma Fleischer und Kindermann. Zudem erfolgte der Einbau einer Heizungsanlage. 1930 wurden die Kirchtürme beschiefert. Eine erneute Erwähnung der Kirche in der Ortschronik datiert erst wieder auf den 31. Oktober 1992. An diesem Tag wurde während eines Festgottesdienstes das sanierte Kirchengebäude an die Gemeinde übergeben.

## Architektur
Die Kosten für den Bau der Kirche übernahm Fürst Franz komplett und beauftragte seinen Baudirektor Georg Christoph Hesekiel mit der Ausführung.
Schon die hohen, spitzbogigen Maßwerksfenster vermitteln einen schlanken und nach oben strebenden Eindruck, welcher durch zwei spitze Türme und das sehr hohe Dach verstärkt wird.
Die zwei Turmhelme waren einst weithin im Gartenreich zu sehen. Nach Dessau weist eine backsteinerne Front, aus der die Türme emporwachsen. Nach Wörlitz krönt ein spitzes Wettertürmchen das von kleinen Erkern aufgelockerte Dach. Über der Haupteingangstür in Richtung Dessau ist das fürstliche Wappen angebracht. Das sehr lichte, in hellen Farben gestaltete Innere ist, der Bestimmung als Dorfkirche gemäß, schlicht gehalten. Die spitz zulaufende Decke wird von einem Netzgewölbe getragen. Eine dreiseitige, weißgestrichene Eichenempore, die auf schlanken Säulen ruht, nimmt die spitzbogig, neugotischen Formen wieder auf. Orgelprospekt und hölzerner Kanzelkorb erinnern an Schöpfungen in den Nachbarkirchen Wörlitz und Riesigk.